# Bahubali

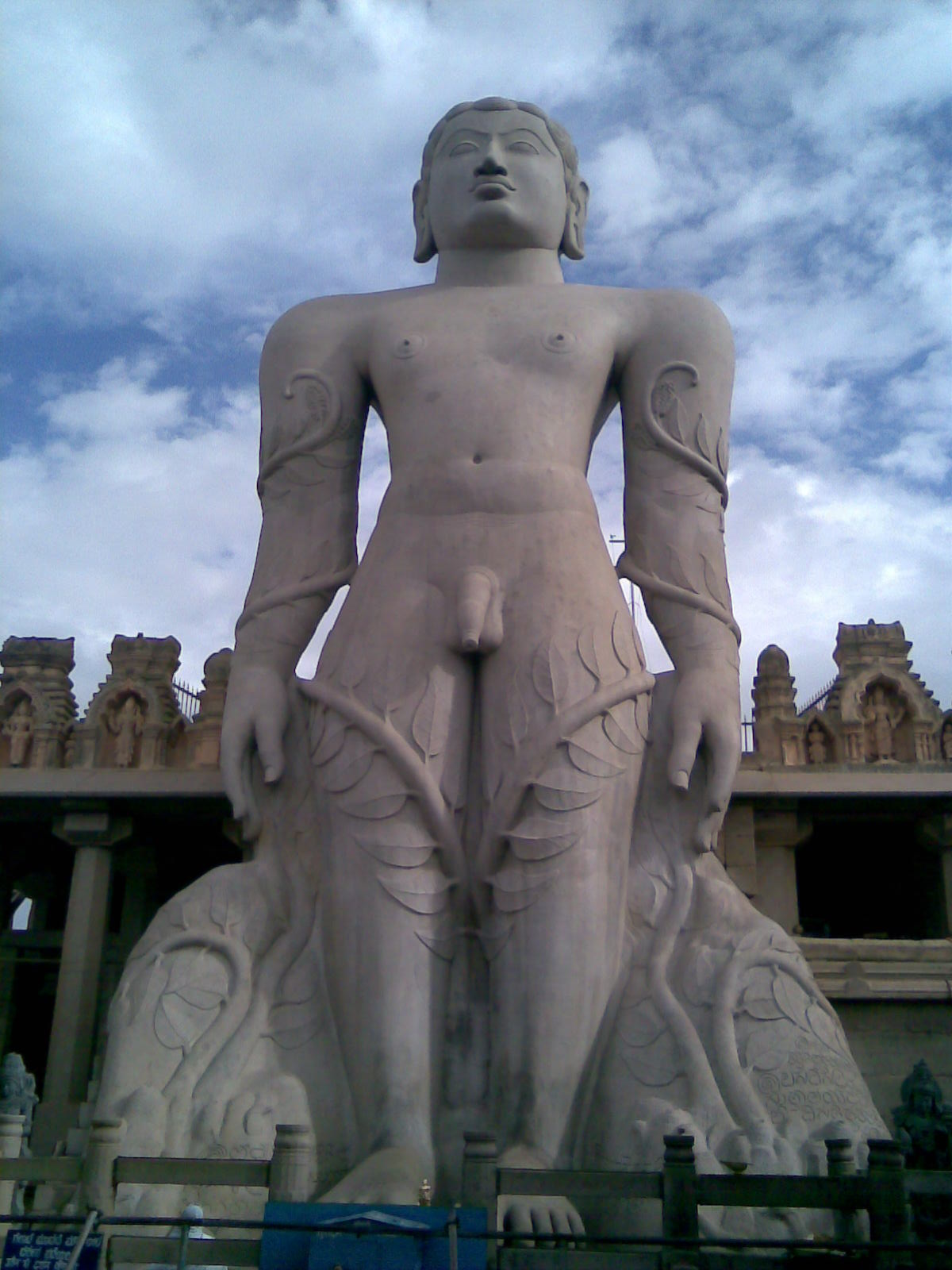
Bahubali/Gomateshvara-Statue von Shravanabelgola (ca. 18 m Höhe,
10. Jh.)

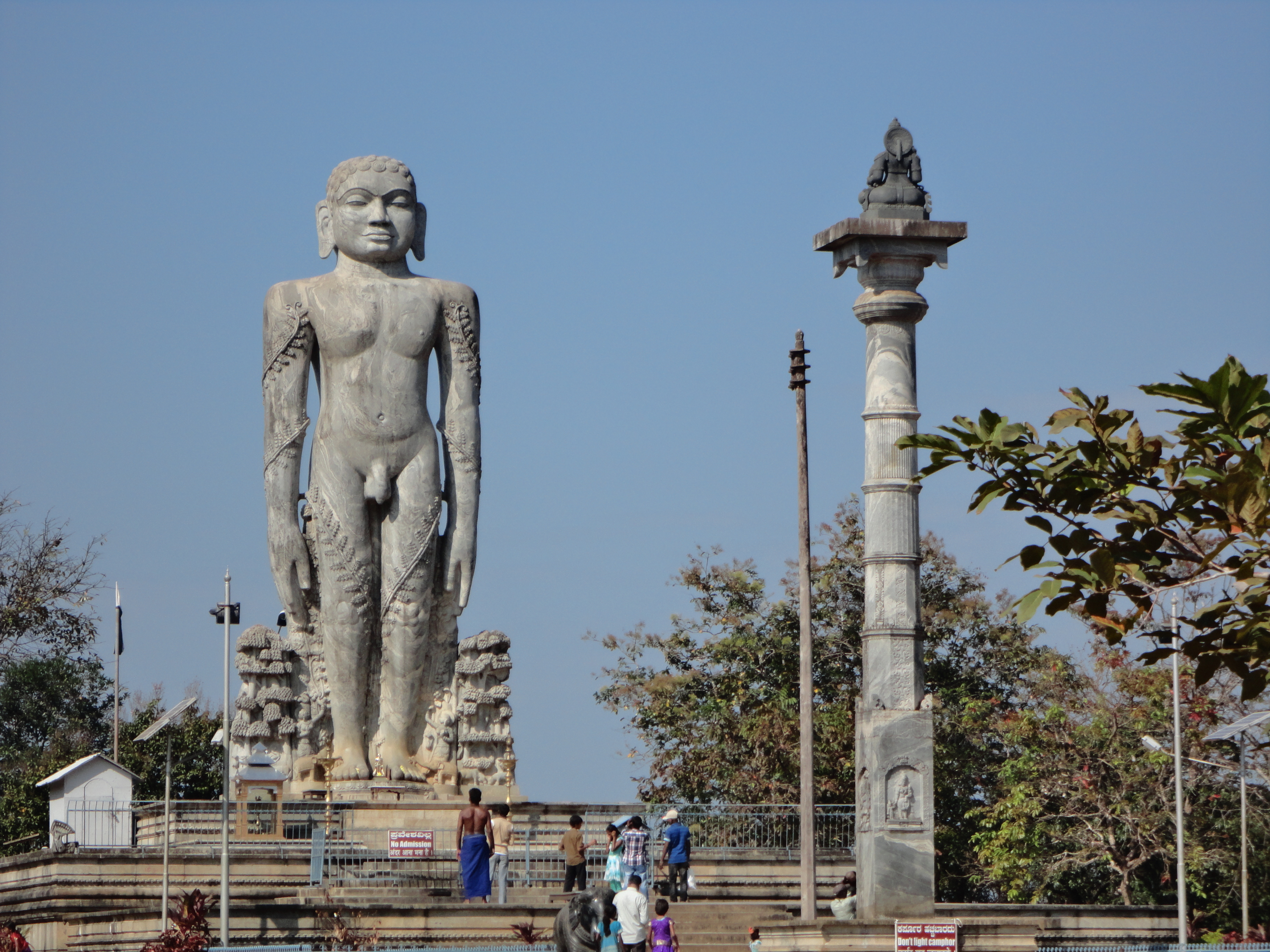
Bahubali/Gomateshvara-Statue von Dharmasthala (ca. 12 m Höhe, 1973)

Bahubali (Sanskrit: बाहुबली) oder Gomateshvara (Kannada: ಗೊಮ್ಮಟೇಶ್ವರ; Tulu: ಗೊಮ್ಮತಾ) war der zweite von 100 Söhnen des ersten Jaina-Tirthankaras Rishabha (auch Adinath genannt), der in Ayodhya residierte. Bahubali war von seinem Vater zum König von Podanpur ernannt worden, das manchmal mit dem südindischen Shravanabelagola identifiziert wird. Berühmt ist seine dortige, im 10. Jahrhundert aus einem Felsblock herausgearbeitete Statue.

## Legende
Mit seinem älteren Halbbruder Bharata geriet Bahubali in Streit um die Königswürde. Beide scharten Truppen um sich und zwei Heere standen sich gegenüber. Es wurde jedoch beschlossen, dass nicht der Krieg über Sieg und Niederlage entscheiden sollte, sondern ein Zweikampf der beiden Brüder, aus dem Bahubali (bahu = Arm, bali = stark) als eindeutiger Sieger hervorging. Er verzichtete jedoch auf seine Königswürde und beschloss, das Leben eines Mönchs zu führen. Dazu musste er jedoch seinen Vater um Erlaubnis fragen und sich vor seinen Brüdern verbeugen, was er aufgrund seines starken Selbstwertgefühls (Ego) nicht vermochte. All seine meditativen und asketischen Bemühungen führten zu nichts – die angestrebte Erleuchtung (kevala jnana) konnte er nicht erlangen. Dennoch blieb er hartnäckig und setzte seine Meditation stehend – ungeachtet der Ameisen und Ranken an seinen Beinen – fort.
Seine Schwestern Brahmi und Sundari fragten ihren Vater nach dem Zustand ihres Bruders – dieser antwortete ihnen, dass sein Sohn die Erleuchtung wegen des ‚Elefanten auf dem er stehe‘ (= Ego) nicht erlangen könne. Daraufhin gingen die Schwestern zu ihm und berichteten ihm, was sein Vater gesagt hatte. Bahubali erkannte seinen Fehler, gab die Meditation auf und ging zu seinem Vater, der ihn freundlich empfing; er verbeugte sich vor ihm und seinen Brüdern. Danach begann er andere zu unterrichten und ihnen den richtigen Weg zu weisen.

## Bedeutung
Die legendenhafte Gestalt Bahubalis gilt vielen Jains als Idealbild der Unbeweglichkeit und damit der Vermeidung von Gewalt (ahimsa) gegenüber allem Lebendigen. Gleichzeitig ist er jedoch – nicht nur für Jains – ein Musterbeispiel dafür, dass Erleuchtung und Weisheit nicht allein durch Meditationstechniken erlernt werden können, sondern dass Demut und Liebe sowie die Beachtung von Traditionen in gleichem (oder sogar höherem) Maße bedeutsam sind. Die Überlieferung enthält Parallelen zur Geschichte Buddhas und zum biblischen Gleichnis vom verlorenen Sohn.

## Darstellung
Bahubali/Gomateshvara wird durchgängig stehend dargestellt (kyotsarga); um seine Beine (manchmal auch Arme) windet sich aufgrund seiner bewegungslosen und langewährenden Meditationsübungen Rankenwerk. Sein Körper ist stets nackt und seine Augen sind weitgeöffnet. Das ansonsten bei Tirthankaras übliche Brustjuwel fehlt zumeist. Seine Ohrläppchen sind durchbohrt und langgezogen, was auf einen ehemals getragenen, jedoch abgelegten schweren und somit kostbaren Ohrschmuck und damit auf eine prinzliche oder königliche Herkunft verweist.

## Verehrung

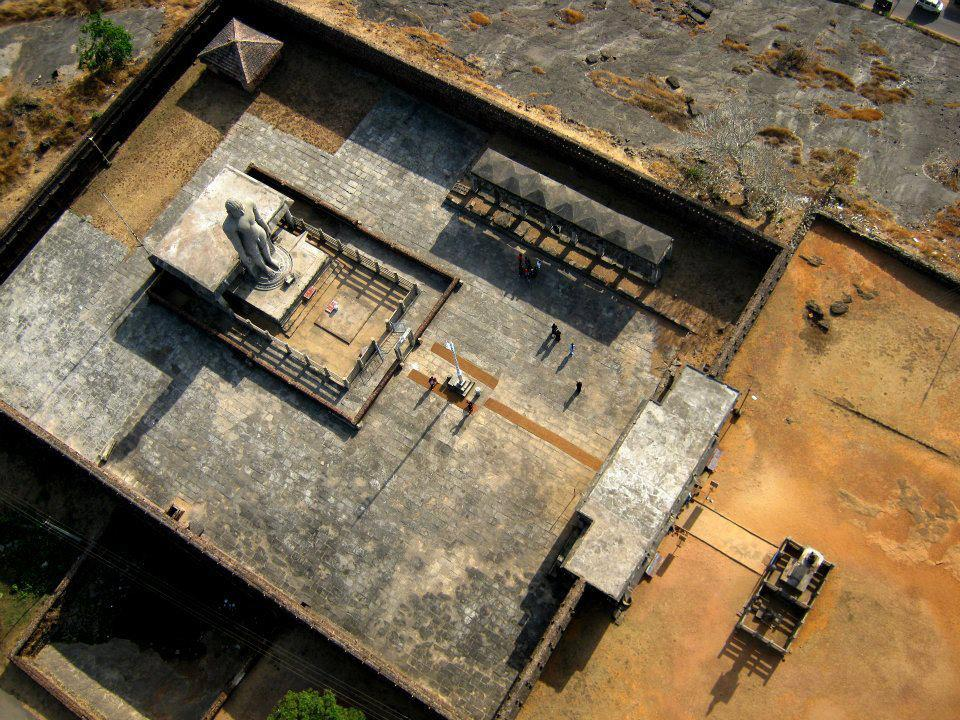
Bahubali-Figur im Tempelbezirk von Venur

Bahubali/Gomateshvara ist vor allem im heutigen indischen Bundesstaat Karnataka außerordentlich beliebt und präsent. Zu seinen Ehren wurden fünf monolithische Großstatuen aus Felsblöcken herausgehauen:
- Shravanabelgola, Distrikt Hassan (10. Jh.; Höhe 57 Fuß)
- Gommatagiri, Distrikt Mysuru (12. Jh.; Höhe 20 Fuß)
- Karkala, Distrikt Udupi (15. Jh.; Höhe 42 Fuß)
- Venur, Distrikt Dakshina Kannada (17. Jh.; Höhe 35 Fuß)
- Dharmasthala, Distrikt Dakshina Kannada (1973; Höhe 39 Fuß)